# Nanmiao (sockenhuvudort i Kina, Jiangxi Sheng, lat 27,69, long 114,41)
Nanmiao är en sockenhuvudort i Kina. Den ligger i provinsen Jiangxi, i den sydöstra delen av landet, omkring 180 kilometer sydväst om provinshuvudstaden Nanchang. Antalet invånare är 19 695. Befolkningen består av 9 287 kvinnor och 10 408 män. Barn under 15 år utgör 21,0 %, vuxna 15-64 år 69 %, och äldre över 65 år 8,0 %.
Runt Nanmiao är det tätbefolkat, med 343 invånare per kvadratkilometer. Närmaste större samhälle är Yichunshi, 12,2 km norr om Nanmiao. I omgivningarna runt Nanmiao växer huvudsakligen savannskog.
Genomsnittlig årsnederbörd är 2 270 millimeter. Den regnigaste månaden är maj, med i genomsnitt 375 mm nederbörd, och den torraste är oktober, med 33 mm nederbörd.